# CSIRT (Chile)
El Equipo Nacional de Respuesta a Incidentes de Seguridad Informática de Chile (o CSIRT Nacional) fue creado por la ley N.° 21.663 como una división de la Agencia Nacional de Ciberseguridad de Chile. Su objetivo es coordinar la respuesta a ciberataques o incidentes de ciberseguridad a escala nacional en Chile.

## Funciones
Las principales funciones del CSIRT Nacional son: 
1. Responder ante ciberataques o incidentes de ciberseguridad, cuando éstos sean de efecto significativo para el país.
2. Coordinar a los CSIRT que pertenezcan a organismos de la Administración del Estado frente a ciberataques o incidentes de ciberseguridad de efecto significativo.
3. Servir de punto de enlace con Equipos de Respuesta a Incidentes de Seguridad Informática extranjeros o sus equivalentes para el intercambio de información de ciberseguridad, siempre dentro del marco de sus competencias.